# 김성민 (영화 감독)
김성민(金聖珉, 일본식 이름: 宮原惣一 미야하라 소이치, 1915년 5월 15일 ~ 1969년 11월 9일)은 일제강점기의 소설가이자 대한민국의 시나리오 작가 겸 영화 감독으로, 본명은 김만익(金萬益)이며 평안남도 평양부(현재의 조선민주주의인민공화국 평양직할시) 출신이다.

## 생애
평양고등보통학교를 졸업한 뒤 잠깐동안 영화 제작에 종사했으며 평안북도 영변군에서 만포선 역무원으로 근무했다. 1936년 8월 일본 마이니치 신문사에서 발행한 주간지 《선데이 마이니치(サンデー毎日)》가 주관한 1,000만 원 현상 대중문예소설 당선작인 일본어 소설 〈반도의 예술가들(半島の藝術家たち)〉로 문단에 등단했고 1937년 1월 잡지 《삼천리》에 소설 〈봄소낙비〉를 발표했다. 1941년에는 그의 소설 《반도의 예술가들》을 원작으로 한 영화 《반도의 봄》(감독 이병일)이 제작되기도 했다.
1940년부터 1941년까지 《녹기연맹(綠旗聯盟)》, 《천상 이야기(天上物語)》, 《혜련 이야기(惠蓮物語)》 등 내선일체를 선전하는 내용을 담은 소설들을 발표했으며 이러한 경력 때문에 민족문제연구소의 친일인명사전 수록자 명단의 문화/예술 부문에 포함되었다. 광복 이후인 1948년 영화 《사랑의 교실》의 감독과 제작, 시나리오를 맡으면서 영화계에 데뷔했고 영화 《운명의 손》(한형모 감독, 1954년), 《포화 속의 십자가》(이용민 감독, 1956년), 《장화홍련전》(정창화 감독, 1956년), 《구원의 정화》(이만흥 감독, 1956년), 《사랑과 죽음의 해협》(노필 감독, 1962년) 등의 시나리오를 맡았다.
《심판자》(1949년), 《애원의 향토》 (1954년), 《북위 41도》 (1954년), 《망나니 비사》 (1955년), 《인생역마차》 (1956년), 《처와 애인》 (1957년), 《어디로 갈까》 (1958년), 《형제》 (1958년), 《지상에서 맺지 못할 사랑》 (1960년), 《격정가》 (1961년), 《검은 장갑》 (1963년)의 감독을 맡는 등 1950년대 대한민국의 대표적인 영화 감독으로 손꼽히며 1969년 11월 9일 중화민국(타이완)에서 뇌일혈로 사망했다.

## 주요 작품

### 문학

#### 소설
- 소설 《반도의 예술가들(半島の藝術家たち)》 (1936년 8월)
- 소설 《봄소낙비》 (1937년 1월 잡지 《삼천리》에 발표함)
- 장편소설 《녹기연맹(綠旗聯盟)》 (1940년 6월)
- 소설 《단풍나무의 삽화(楓の揷畵)》 (1940년 10월 일본 잡지 《문장》에 발표함)
- 장편소설 《천상 이야기(天上物語)》 (1941년 3월부터 10월까지 잡지 《녹기》에 연재됨)
- 장편소설 《혜련 이야기(惠蓮物語)》 (1941년 8월)

#### 기타 문학 작품
- 수필 《거절(お断り))》 (1941년 12월 잡지 《녹기》에 발표함)
- 수필 《새벽의 서사(夜明けの序詞)》 (1942년 7월 잡지 《녹기》에 발표함)
- 평론 《가장 의적이라는 것(第一義的といふこと)》 (1942년 11월 잡지 《녹기》에 발표함)

### 영화

#### 시나리오
- 《사랑의 교실》 (1948년)
- 《심판자》 (1949년)
- 《애원의 향토》 (1954년)
- 《유혹의 거리》 (1954년)
- 《북위 41도》 (1954년)
- 《운명의 손》 (1954년)
- 《포화 속의 십자가》 (1956년)
- 《구원의 정화》 (1956년)
- 《장화홍련전》 (1956년)
- 《처와 애인》 (1957년)
- 《형제》 (1958년)
- 《격정가》 (1961년)
- 《지옥문》 (1962년)
- 《손오공》 (1962년)
- 《사랑과 죽음의 해협》 (1962년)

#### 각색
- 《자유부인》 (1956년)
- 《인생역마차》 (1956년)
- 《장희빈》 (1961년)
- 《행복한 고독》 (1963년)
- 《검은 장갑》 (1963년)

#### 감독
- 《사랑의 교실》 (1948년)
- 《심판자》 (1949년)
- 《애원의 향토》 (1954년)
- 《북위 41도》 (1954년)
- 《망나니 비사》 (1955년)
- 《인생역마차》 (1956년)
- 《처와 애인》 (1957년)
- 《어디로 갈까》 (1958년)
- 《형제》 (1958년)
- 《지상에서 맺지 못할 사랑》 (1960년)
- 《격정가》 (1961년)
- 《검은 장갑》 (1963년)

#### 제작자
- 《사랑의 교실》 (1948년)
- 《심판자》 (1949년)
- 《애원의 향토》 (1954년)

#### 편집
- 《심판자》 (1949년)
- 《인생역마차》 (1956년)
- 《처와 애인》 (1957년)

## 참고 문헌
- 민족문제연구소 (2009). 〈김성민〉. 《친일인명사전 1 (ㄱ ~ ㅂ)》. 서울. 423 ~ 424쪽.